# Ивдельский муниципальный округ
Ивдельский муниципальный округ (до 1 января 2025 года — городской округ) — муниципальное образование в Свердловской области России. Относится к Северному управленческому округу. Административный центр — город Ивдель.
С точки зрения административно-территориального устройства области, Ивдельский МО вместе с МО Пелым находится в границах административно-территориальной единицы города Ивдель (соответствует категории города областного подчинения).

## География
Ивдельский городской округ расположен на севере Свердловской области, граничит на западе с Пермским краем, на северо-западе с Республикой Коми, на севере с Ханты-Мансийским автономным округом. Общая площадь округа 20 785,6 км².

## История
22 ноября 1966 года посёлки комбината, узкоколейной железной дороги, квартала № 70, квартала № 100, лесоучастка № 3, лесоучастка № 4, лесоучастка № 12, биржи № 1 и плотины № 1 были переименованы в Субботинский, Новошипичный, Котлайский, Верхний Вижай, Пойвинский, Хорпия, Нагорный, Надымовка и Пакина соответственно.
2 ноября 1979 года Исполнительный комитет Свердловского областного Совета народных депутатов принял решение просить Президиум Верховного Совета РСФСР переименовать посёлок Глубинный 3-й в посёлок Пангур.
17 декабря 1995 года по результатам местного референдума город Ивдель и территории, подчинённые городской администрации, образовали муниципальное образование «город Ивдель». В него не вошли пгт Пелым с близлежащими населёнными пунктами.
10 ноября 1996 года муниципальное образование было включено в областной реестр.
С 1 января 2000 года рабочий посёлок Маслово был преобразован в сельский населённый пункт.
С 31 декабря 2004 года муниципальное образование было наделено статусом городского округа. Рабочие посёлки Оус, Полуночное и Северный были преобразованы в сельские населённые пункты.
С 1 января 2006 года муниципальное образование было переименовано в Ивдельский городской округ.
С 1 января 2025 года имеет статус муниципального округа.

## Население
| 2002    | 2009    | 2010    | 2011    | 2012    | 2013    | 2014    |
| ------- | ------- | ------- | ------- | ------- | ------- | ------- |
| 33 395  | ↘29 944 | ↘24 519 | ↘24 424 | ↘23 824 | ↘23 272 | ↘22 749 |
| 2015    | 2016    | 2017    | 2018    | 2019    | 2020    | 2021    |
| ↘22 468 | ↘22 202 | ↘21 990 | ↘21 713 | ↘21 346 | ↘21 069 | ↘17 799 |
| 2023    |         |         |         |         |         |         |
| ↘17 422 |         |         |         |         |         |         |

## Состав муниципального округа
В состав муниципального округа входят 28 населённых пунктов
| №  | Населённый пункт | Тип населённого пункта        | Население |
| -- | ---------------- | ----------------------------- | --------- |
| 1  | Бахтиярова Юрта  | посёлок                       | ↘8        |
| 2  | Бурмантово       | посёлок                       | ↘42       |
| 3  | Вижай            | посёлок                       | ↘0        |
| 4  | Глухарный        | посёлок                       | ↘38       |
| 5  | Денежкино        | посёлок                       | ↘277      |
| 6  | Екатерининка     | посёлок                       | ↘381      |
| 7  | Ивдель           | город, административный центр | ↘14 041   |
| 8  | Лангур           | посёлок                       | ↘101      |
| 9  | Лозьвинский      | посёлок                       | ↘481      |
| 10 | Маслово          | посёлок                       | ↘509      |
| 11 | Массава          | посёлок                       | ↘0        |
| 12 | Митяево          | посёлок                       | ↘2        |
| 13 | Надымовка        | посёлок                       | ↘443      |
| 14 | Оус              | посёлок                       | ↘1191     |
| 15 | Пакина           | посёлок                       | ↘5        |
| 16 | Полуночное       | посёлок                       | ↘2473     |
| 17 | Понил            | посёлок                       | ↘11       |
| 18 | Пристань         | посёлок                       | →0        |
| 19 | Северный         | посёлок                       | ↘145      |
| 20 | Старая Сама      | посёлок                       | ↘462      |
| 21 | Суеватпауль      | посёлок                       | ↗5        |
| 22 | Талая            | посёлок                       | ↘4        |
| 23 | Ушма             | посёлок                       | ↗30       |
| 24 | Хандыбина Юрта   | посёлок                       | ↘2        |
| 25 | Хорпия           | посёлок                       | ↘75       |
| 26 | Шипичный         | посёлок                       | ↘41       |
| 27 | Юркино           | посёлок                       | →0        |
| 28 | Юрта Анямова     | посёлок                       | ↘10       |

В состав административно-территориальной единицы города Ивдель также входят все 5 населённых пунктов, входящие с точки зрения муниципального устройства в муниципальный округ Пелым.

### Упразднённые населённые пункты
В ноябре 2004 года были упразднены посёлки Бор, Новошипичный, Глубинный, Пангур, Таёжный, Лявдинка, Пыновка, Подгорный, Третий Северный, Юрта Пеликова.
В октябре 2013 года упразднены посёлки Верхний Пелым (Хорпийского сельсовета), Гарёвка, Тохта (до 2004 года находившиеся в подчинении рабочего посёлка Северного) и Улымсос.
В мае 2020 года внесён законопроект об упразднении посёлков Юрты Курикова, Пристани и Нагорного.
В августе 2020 года Нагорный и Юрта Курикова были упразднены.